# Адусий
Адусий (др.-греч. Αδούσιος) — персидский военачальник VI века до н. э., сатрап Карии

## Биография
Ксенофонт охарактеризовал Адусия как человека, «во всех отношениях смышлёного и опытного в военных делах, но, главное, очень ловкого в обращении с людьми». Кир Великий, пока сам был занят осадой Сард, направил Адусия с войском, подкрепленным отрядами киликийцев и киприотов, к карийцам. В это время в их стране шла междоусобица, и обе враждующие группы обратились к персидскому царю с просьбой о помощи. Адусий со всеми повел себя абсолютно одинаково, заверяя в своей расположенности, и предложил впустить персов в города «без злого умысла и на благо принимающих», сохранив это в тайне от противоположной стороны. Заняв все укрепления, Адусий позвал предводителей обеих партий к себе. Увидев друг друга, те посчитали, что персидский военачальник их обманул. Однако Адусий обратился к ним с речью, предложив пользоваться благами дружеского сосуществования и пригрозив каждому, кто нарушит мир.
Впечатлённые его действиями, жители направили Киру просьбу назначить Адусия своим правителем, что и было сделано через несколько лет, после покорения Вавилона, когда царь распределял сатрапии между своими приближёнными. При этом Кир «дал наказ, чтобы они подражали всему тому, что на их глазах делал он сам.» Также царь заранее известил своих назначенцев о том, что начальники гарнизонов в цитаделях и командиры, возглавлявшие сторожевые отряды в сельском местности, по-прежнему подчиняются только ему.
Однако в повествовании Геродота имя Адусия не упоминается. Покорителем Карии «отец истории» назвал Гарпага.
Также Ксенофонт указывает, что по распоряжению Кира Адусий был направлен со всем своим войском (за исключением солдат из гарнизонов, оставленных в карийских городах) вслед за армией Гистаспа для того, чтобы скорее покорить Геллеспонтскую Фригию. Царь Фригии намеревался оказать персам упорное сопротивление, но вследствие измены своих приближённых был вынужден сдаться.